# Dalia Carolina Ramos
Dalia Carolina Ramos (Ciudad de México, 1989) es una ingeniera mecatrónica mexicana, jefa de ensamblaje y pruebas en la escudería Alpine F1.

## Trayectoria
Dalia estudió ingeniería mecatrónica en el Tecnológico de Monterrey y, posteriormente realizó un máster en ingeniería y gestión de la fabricación en la Universidad de Nottingham, con una beca por el Consejo Nacional de Ciencia y Tecnología.
Trabajó la industria aeroespacial y en Rolls-Royce por seis años. Y desde 2021 se desempeña como la encargada del área de ensamblaje y pruebas en la fábrica de Alpine F1 Team.

Dalia declara que su trayectoria no ha sido fácil pues se ha enfrentado a discriminación por ser una mujer, latina y no tener experiencia en el ámbito automovilístico:
Hoy nos preguntamos dónde están las pilotos de Fórmula 1, pero también las ingenieras y las jefas de departamento de todo el circuito. Y todavía podemos ir más profundo: dónde están las de otras nacionalidades, porque somos una minoría entre las minorías en un mundo donde la mayoría son europeos.

### Rac(H)er
Rac(H)er es una propuesta de la escudería francesa en la que la ingeniera participa y que tiene como objetivo cuestionar porqué no hay pilotos mujeres en la F1 y, al mismo tiempo crear estrategias para que más mujeres se desempeñen en las áreas de la conducción pero también en las operativas.